# Paulo Barreto de Menezes
Paulo Barreto de Menezes (Riachuelo, 9 de outubro de 1925 – Aracaju, 15 de fevereiro de 2016) foi um engenheiro civil e político brasileiro.
Ocupou diversos cargos, como o de Diretor de Obras no governo Lourival Batista, sendo responsável por grandes construções. Dirigiu a antiga Escola Técnica Federal (CEFET) de Aracaju. Exerceu o cargo de governador de Sergipe, por eleição indireta, de 15 de março de 1971 a 15 de março de 1975.
Durante o seu mandato foi construída a Biblioteca Pública Epiphâneo Dórea, inaugurada no ano de 1974.
Foi homenageado com o seu nome na rodovia que liga a praia 13 de julho (em Aracaju) à Atalaia, também conhecida como avenida Beira Mar, num conjunto residencial na região central da capital sergipana e no estádio de futebol do município de Lagarto. Morreu em 15 de fevereiro de 2016 em Aracaju.